# نادايسم

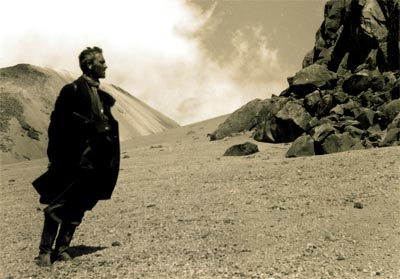
فرناندو غونزاليس 1929.

نادايسم (بالإسبانية: Nadaísmo)‏ وهي تعني بالترجمة الحرفيّة لا شيء هي حركة أدبية، فنيّة وفلسفيّة مضادة ظهرت في كولومبيا عام 1958 ثمّ اختفت عام 1964. تأسّست الحركة من قبل الكاتب غونزالو أرانغو الذي كان متأثرًا حينها بالعدمية والوجودية ثمّ انضم للحركة عدد من الكتاب والفنّانين على غِرار الفيلسوف فرناندو غونزاليس أوتشوا. أثرت حركة نادايسم أو لا شيء بشكلٍ كبير في حركة لا فيولونسيا كما أثرت في عديد الحركات الشعريّة التي ظهرت في الأمريكتين خلال خمسينيات وستينيات القرن العشرين مثلَ حركة جيل بيت التي برزت في الولايات المتحدة وحركة تزانتيكوس التي ظهرت في الإكوادور. ناهضت حركة لا شيء المؤسسات كما عملت على إنتاج العديد من الأعمال من الأدب والموسيقى والأفلام.

## التاريخ
شهدت دولة كولومبيا أحداث عنف خلال أربيعينيات وخمسينيات القرن العشرين وقد ساهم هذا بشكل غير مباشر في ظهور حركة لا شيء فهي الحركة التي أردات التعريف بواقع الحال في كولومبيا وأرادت تصدير هذه الثقافة إلى باقي دول العالم. لم تكن أحداث العنف تلك السبب الوحيد المؤثر في ظهور حركة نادايسم بل إنّ ظهور الحكومة العسكرية تحتَ قيادة غوستابو روخاس بينيا وموضوع التوسع العمراني أثرَا بشكل كبيرٍ أيضًا في تشكيل الحركة. يرى البعض أنّ حركة نادايسم قد تأسّست لمواجهة حركة أمبليو الوطنية وهي الحركة التي ضمّت في صفوفها عددًا منَ الفنانين والمثقفين الشباب من أجلِ دعمِ الديكتاتورية في كولومبيا. خلالَ هذه الفترة؛ كرّسَ أرانغو مؤسس الحركة معظم وقتهِ في الصحافة ولكنهُ سرعان ما انتقل للمجال الأدبي والشعري منتقدًا بذلك مثقفي البلد الذين يدعمونَ الديكتاتور الذي كانَ حينها منفيًا في إسبانيا وحال عودته؛ هربَ غونزالو أرانغو واستقر في مكان مجهول وسط مدينة ميدلين خوفًا على حياته. بعد وقتٍ قصير؛ أسّس هذا الأخيرة حركة نادايسم وذلك في عام 1958 كما نشر كتابًا لا يتجاوزُ عدد صفحاته الـ 42 وهو بمثابة ميثاق للحركة الأدبيّة حديثة الوجود.
تخصّصت الحركة منذ بدايتها في الحديث عن خيبة الأمل التي يشعرُ بها الأحرار في صفوف المثقفين من الحكومة المستبدة وقد نالت شهرة بسبب زعامتها تلك مما شجع الكثير من الناس على الانضمام لها في وقتٍ وجيز على غرار الكاتب ألبرتو اسكوبار والناقد الآخر أميلكار أوسوريو. حاولت الحركة تحديث الأدب الكولومبي وهاجمت في الوقتِ ذاته الأدب القديم التي ترى أنّه يمجد الطغاة والمستبدين لا غير فأثرت طوال وجودها في عديدِ الحركات الأخرى على غرار حركة الجُدد وهي حركة تُشارك نفض مفاهيم ومضامين حركة نادايسم تقريبًا. بعد وفاة أعضائها المؤسسين؛ عانات حركة لا شيء من ركود مفاجئ وفقدت بريقها الأدبي إلى أن انهارت بعد ظهور حركات جديدة حاولت تغطيتها.

## شخصيات بارزة
المؤلفون الذين كانوا جزءًا من هذه الحركة هم:
- غونزالو أرانغو: هو فيلسوف وصحفي وأمين مكتبة وشاعر كولومبي.
- خايمي جاراميلو إسكوبار (بالإنجليزية: Jaime Jaramillo Escobar)‏: كان شاعرًا ومحررًا ومنسق ورشة عمل ومترجمًا كولومبيًا.[6]
- فاني بويتراغو (بالإنجليزية: Fanny Buitrago)‏: كاتبة روائية وكاتبة مسرحية كولومبية اشتهرت بروايتها (سيدة العسل: (بالإسبانية: Señora de la miel)‏). ولدت في بارانكويلا، كولومبيا عام 1943.[7]
- روسا جيراسول (بالإنجليزية: Rosa Girasol)‏.[8]

## الأعمال البارزة
- من لا شيء إلى لا شيء (بالإسبانية: De la nada al nadaísmo)‏ (1963)، جونزالو أرانغو، مختارات الشعر.
- اوبره نيجرا (1974)، جونزالو أرانغو، مختارات الشعر.
- لوس أوخوس ديل باسيليسو، جيرمان إسبينوزا.
- لا شيء... هيا؛ هيا!، لوس ييتس.